# Lipenović
Lipenović (en serbe cyrillique : Липеновић) est un village de Serbie situé dans la municipalité de Krupanj, district de Mačva. Au recensement de 2011, il comptait 500 habitants.

## Démographie
| 1948 | 1953 | 1961 | 1971 | 1981 | 1991 | 2002 | 2011 |
| ---- | ---- | ---- | ---- | ---- | ---- | ---- | ---- |
| 658  | 703  | 705  | 613  | 547  | 605  | 603  | 500  |

|  |